# Căsătorii între persoane de același sex în Belgia
Belgia a fost a doua țară din lume care să legalizeze căsătoriile între persoane de același sex, această lege fiind aprobată de parlament și introdusă la 30 ianuarie 2003. Ca și în Țările de Jos, prima jurisdicție unde a fost legale aceste căsătorii, înfierea sau adoptarea copiilor de cupluri de același sex nu este permisă de lege.
În lege inițială, Belgia permitea căsătoriile cuplurilor homosexuale străine doar dacă și țara lor de origine permitea aceste uniuni. Legislația nouă din octombrie 2004 permite orice cupluri homosexuale să se căsătoarească, și dacă sunt din țări străine, deși cel puțin unul dintre persoane din uniune trebuie să fi trăit în Belgia pentru cel puțin trei luni.
Între iunie 2003 și aprilie 2004, aproximativ 300 de cupluri homosexuale s-au măritat - adică, 1,2% din totalul căsătoriilor în acel timp. Aproximativ 66% din aceste cupluri erau formate din doi bărbați homosexuali, iar o treime erau lesbiene. La 22 iulie 2005, Guvernul Belgiei a anunțat că până la acea dată, 2.442 de căsătorii între persoane de același sex au luat loc în Belgia.
În 2005, au fost propuse schimbări la lege ca să permită înfierea copiilor de cupluri căsătorite homosexuale, deși astea sunt încă în discuție parlamentară.